# Bakassi Boys
Bakassi Boys são um grupo de jovens, conhecidos pelo seu vigilantismo anti-crime, que operam na área dos ibos, na Nigéria. São acusados de atividades ilegais e abusos de direitos humanos, mas ainda desfrutam de apoio popular nas áreas em que operam.
Os Bakassi Boys surgiram em 1999 como um grupo de vigilantes, simultâneo com aumentos acentuados na taxa de criminalidade do estado de Abia. Eles originalmente receberam o apoio do governador Orji Uzor Kalu, que constatou a eficácia do grupo no combate aos crimes em Aba e arredores. Assim, os Bakassi Boys seriam então "exportados" para outras grandes cidades, como Onitsha e Owerri, para livrá-las dos criminosos. Com tolerância, apoio e, por vezes, mandato oficial e pagamento de governadores nos estados do sudeste da Nigéria, como Chinwoke Mbadinuju (governador de Anambra), este grupo conduz atividades policiais. The Economist escreveu em 2001 sobre o grupo, relatando que os Bakassi Boys em algumas partes da Nigéria são usados como exército privado dos governadores que os contrataram. 
No devido tempo, as forças de segurança tornaram-se símbolos ineficazes e os "Bakassi" popularizaram-se entre muitos comerciantes ibos. No entanto, opositores políticos de alguns governadores acusaram o grupo de execuções extrajudiciais e acusaram os governadores de usar o grupo como armas de intimidação.